# Воробьёв, Владимир Николаевич (младший)
Влади́мир Никола́евич Воробьёв (род. 28 марта 1941, Москва) — протоиерей Русской православной церкви, ректор Православного Свято-Тихоновского гуманитарного университета (1991—2024), настоятель храма святителя Николая в Кузнецкой слободе (с 1997 года). Кандидат физико-математических наук (1973). Один из авторов Большой Российской энциклопедии.
Член Межсоборного присутствия (с 2009 года), Синодальной библейско-богословской комиссии (с 2004 года), Синодальной комиссии по канонизации святых (с 1998 года), Патриаршей комиссии по вопросам семьи, защиты материнства и детства (с 2011), Межведомственной координационной группы по преподаванию теологии в вузах (с 2012 года), Издательского совета РПЦ (2002—2018), член Комиссии по работе с вузами и научным сообществом при Епархиальном совете города Москвы (с 2018 года; в 2019—2022 годы — сопредседатель).

## Биография
Родился в верующей семье. Назван в честь своего деда, митрофорного протоиерея Владимира Воробьёва, умершего в тюрьме в 1940 году.
В 1959 году поступил на физический факультет Московского государственного университета, который окончил в 1965 году. В 1965—1966 годах работал в МГУ, затем с 1968 года учился в аспирантуре.
С 1970 года работал в Вычислительном центре Академии наук СССР. В 1973 году окончил аспирантуру, в том же году защитил диссертацию на соискание учёной степени кандидата физико-математических наук по теме «Аналитическое и численное решение одного класса пространственных контактных задач теории упругости» (специальность 01.01.07 — вычислительная математика).
Ученик многолетнего настоятеля Николо-Кузнецкого храма протоиерея Всеволода Шпиллера. В 1978 году поступил в Московскую духовную семинарию.
18 марта 1979 года рукоположён в сан диакона, 30 апреля — священника, после чего служил клириком в храме Святителя Николая на Преображенском кладбище.
Окончил Московскую духовную семинарию (1980) и Московскую духовную академию (1982). Учёных степеней в области богословия не имеет.
В 1984 году переведён в клир храма Успения в Вешняках. В 1990 году назначен клириком Николо-Кузнецкого храма. С октября того же года — духовник организованного при храме братства во имя Всемилостивейшего Спаса. Стал одним из организаторов Богословско-катехизаторских курсов.
Весной 1991 года ректор Богословско-катехизаторских курсов протоиерей Глеб Каледа в связи с назначением руководителем сектора в новообразованном Синодальном отделе религиозного образования и катехизации попросил освободить его от должности ректора, 29 мая на заседании учебного совета Богословско-катехизаторских курсов тайным голосованием был избран новым ректором. Сохранил должность после преобразования курсов в Богословский институт в 1992 году. С 1997 года — профессор.
12 сентября 1997 года назначен настоятелем Николо-Кузнецкого храма и приписных к нему храма Живоначальной Троицы в Вишняках, домового гимназического храма священномученика Петра (Полянского), домового храма в Епархиальном доме в Лиховом переулке.
В 1998 году включён в Синодальную комиссию по канонизации святых. Активно участвовал в подготовке масштабной канонизации новомучеников и исповедников российских на Архиерейском юбилейном Соборе Русской православной церкви 2000 года.
В 2004 году ПСТБИ преобразован в Православный Свято-Тихоновский гуманитарный университет (ПСТГУ).
Член Синодальной комиссии по канонизации святых, руководит работой по подготовке прославления новомучеников и исповедников Российских, проходящей в рамках ПСТГУ.
В 2002—2018 годы — сотрудник учебного комитета при Священном синоде Русской православной церкви.
С 2004 года — член Синодальной богословской комиссии. С 2015 года — председатель Федерального учебно-методического объединения в системе высшего образования по укрупнённой группе специальностей и направлений подготовки «48.00.00 Теология».
Член редакционной коллегии научно-богословского альманаха «Богословские труды».
С 2009 года является членом Издательского Совета Русской православной церкви
1 февраля 2017 года решением Священного синода включён в состав созданного тогда же организационного комитета по реализации программы общецерковных мероприятий к 100-летию начала эпохи гонений на Русскую православную церковь.
С 8 декабря 2020 года является членом комиссии Межсоборного присутствия по богословию и богословскому образованию.
12 марта 2024 года назначен секретарём новоучреждённой Синодальной Комиссии по иконописи.
25 июля 2024 года решением Священного синода РПЦ освобождён от должности ректора Православного Свято-Тихоновского гуманитарного университета и Православного Свято-Тихоновского богословского института с выражением благодарности за понесенные труды и тридцатилетнее плодотворное служение по созданию, становлению и развитию данных учебных заведений. Одновременно назначен президентом Православного Свято-Тихоновского гуманитарного университета и Православного Свято-Тихоновского богословского института.

## Семья
Внук протоиерея Владимира Николаевича Воробьёва (своего полного тёзки), настоятеля церкви святителя Николая в Плотниках.
Дочь — Екатерина, окончила Академию музыки им. Гнессиных, в замужестве Емельянова. Муж Николай Емельянов, священник, сын Николая Евгеньевича Емельянова.
Сын — Николай, окончил Первый МГМУ имени И. М. Сеченова и МНИОИ имени П. А. Герцена.
Дочь — Варвара (в замужестве Артамкина), преподаватель музыки, замужем за Дмитрием Артамкиным, преподавателем математики (сыном Игоря Артамкина, ординарного профессора факультета математики ВШЭ). 10 ноября 2007 года в возрасте 29 лет родила в больнице Джона Рэдклифа в Оксфорде пять дочерей — Елизавету, Александру, Надежду, Татьяну и Варвару. Роды при помощи кесарева сечения на 14 недель раньше положенного срока. На операции присутствовало 18 врачей и медицинских сестёр, работавших посменно. 12 июля 2018 года Дмитрий Игоревич Артамкин был рукоположён в сан диакона, а 15 декабря 2015 года в сан священника.
Сын — Иван, священник, кандидат исторических наук, преподаватель ПСТГУ.

## Награды
Государственные
- Медаль ордена «За заслуги перед Отечеством» II степени (11 августа 2000 года) — за большой вклад в укрепление гражданского мира и возрождение духовно-нравственных традиций[13]
- Медаль «В память 850-летия Москвы» (1997 год)

Ведомственные
- Нагрудный знак «Почётный работник высшего профессионального образования Российской Федерации» (2001 год)
- Почётная грамота Министерства образования Российской Федерации (2007 год)

Церковные
- Право ношения Патриаршего креста (02.05.2016)[14]
- Орден святого равноапостольного великого князя Владимира III степени (26 июля 2015; «во внимание к трудам по восстановлению домового храма святого равноапостольного князя Владимира Православного Свято-Тихоновского гуманитарного университета и Московского епархиального дома»[15])
- Наперсный крест, изготовленный по случаю празднования 1000-летия преставления равноапостольного князя Владимира (26 июля 2015; «во внимание к трудам по восстановлению домового храма святого равноапостольного князя Владимира Православного Свято-Тихоновского гуманитарного университета и Московского епархиального дома»)[15].
- Орден святителя Иннокентия, митрополита Московского и Коломенского II степени (30 апреля 2011)[16]
- Орден святителя Иннокентия, митрополита Московского и Коломенского III степени (РПЦ, 2001 год)
- Медаль преподобного Серафима Саровского II степени (3 октября 2007)[17].
- Орден святителя Макария, митрополита Московского, II степени (5 декабря 2007; «за усердные труды и в связи с 15-летием ПСТГУ»[18])
- Медаль преподобного Сергия Радонежского
- Медаль преподобного Серафима Саровского II степени (РПЦ, 2007 года)
- Медаль святителя Иннокентия, митрополита Московского и Коломенского (РПЦ, 2000 год)

## Публикации
статьи
- В Неделю 4-ю по Пятидесятнице // Журнал Московской Патриархии. 1985. — № 7. — С. 37-38.
- В Неделю 12-ю по Пятидесятнице // Журнал Московской Патриархии. 1985. — № 8. — С. 43.
- Слово // Вестник Православного Свято-Тихоновского Богословского института. 1992. — № 1. — С. 37-40
- Жизнь прожить… // Журнал Московской Патриархии. 1993. — № 11. — С. 51-54. (в соавторстве)
- Единство Православной Церкви и искушение раскола сегодня // Журнал Московской Патриархии. 1995. — № 9-10. — С. 68-73.
- Современные проблемы пастырского служения // Вестник пастырского семинара. 1996. — № 1. — С. 10-15.
- Современные традиции празднования Пасхи на московских приходах // Вестник пастырского семинара. 1996. — № 1. — С. 35-41. (в соавторстве)
- Православное учение о браке // Вестник пастырского семинара. 1996. — № 2. — С. 2-14.
  - Православное учение о браке // Православная беседа. 1996. — № 5. — С. 9-14.
- О лицензировании и аккредитации высших учебных заведений и госстандартах по направлениям «Теология» и «Религиоведение» // Рождественские чтения, 4-е. 1996. — С. 110—118.
- Перспективы высшей православной школы // Рождественские чтения, 5-е. 1997. — С. 57-67.
- Православный Свято-Тихоновский богословский институт // Богословский сборник. 1997. — № 1. — C. 168—178. (в соавторстве c А. В. Постернаком и О. И. Хайловой)
- Протоиерей Глеб Каледа — первый ректор Катехизаторских курсов: Памяти прот. Глеба Каледы // Богословский сборник. 1997. — № 1. — С. 301—306.
- Протоиерей Владимир Рожков // Журнал Московской Патриархии. 1997. — № 11. — С. 71-72.
- Особенности документов следственных дел 20-40-х годов // Ежегодная богословская конференция Православного Свято-Тихоновского Богословского Института: Материалы 1997 г. / гл. ред. В. Н. Воробьёв, прот. — М. : Издательство ПСТБИ, 1997. — 242 с. — С. 163—166
- Память о новомучениках и новейшая история Русской Православной Церкви // Ежегодная богословская конференция Православного Свято-Тихоновского богословского института. 1998. — С. 182—186.
- Пастырское служение в Русской Православной Церкви в XX в. // Ежегодная богословская конференция Православного Свято-Тихоновского Богословского Института: Материалы 1999 г. / гл. ред. В. Н. Воробьёв, прот. — М. : Издательство ПСТБИ, 1999. — 380 с. — С. 248—264
- Материалы к жизнеописанию иеромонаха Павла (Троицкого) // Ежегодная богословская конференция Православного Свято-Тихоновского Богословского Института: Материалы 1999 г. / гл. ред. В. Н. Воробьёв, прот. — М. : Издательство ПСТБИ, 1999. — 380 с. — С. 264—271
- А. Б. Салтыков: К 40-летию со дня кончины // Богословский сборник. 1999. — № 3. — С. 275—277.
- Уйдут ли от нас наши дети? // Не такой как все: Как научить подростка жить среди сверстников. — М. : Даниловский благовестник, 2000. — 152 с.
- Место религиозного образования в высшей школе и образовательные стандарты по теологии // Рождественские чтения, 8-е. 2000. — С. 177—179.
- Письма священномучеников — архиереев Русской Православной Церкви к святителю Тихону, Патриарху Московскому и всея России // Православный Свято-Тихоновский Богословский институт. Богословский сборник. — 2000. — Вып. 6. — С. 5-17
- Некоторые проблемы богословско-исторической науки и церковной жизни в России накануне 2000-летия Рождества Христова. О необходимости активизировать науч.-исследовательскую и миссионерскую деятельность РПЦ перед лицом инославной и экуменической экспансии в России // Ежегодная богословская конференция Православного Свято-Тихоновского богословского института. 2000. — С. 257—267.
- Проблемы православного образования сегодня (актовая речь на Институтском празднике 18 ноября 2001 года) // Православный Свято-Тихоновский Богословский институт. Богословский сборник. 2002. — Вып. 9. — С. 5-14
- Православное образование — проблемы и перспективы // Сборник пленарных докладов Х Международных Рождественских образовательных чтений. — М. : Отдел религиозного образования и катехизации Русской Православной Церкви, 2002. — 352 с. — С. 129—135
- К столетию со дня рождения протоиерея Всеволода Шпиллера // Журнал Московской Патриархии. 2002. — № 7. — С. 64-72.
- Некоторые проблемы канонизации святых сегодня // Ежегодная богословская конференция Православного Свято-Тихоновского Богословского Института: Материалы 2002 г. / гл. ред. В. Н. Воробьёв, прот. — М. : Издательство ПСТБИ, 2002. — 439 с. — С. 156—162.
- Бояться подмены // Искушения наших дней: в защиту церковного единства  / Ред.-сост. А. Добросоцких. — М.: Даниловский благовестник, 2003. — С. 33—44.
- Вступительное слово // Вестник ПСТГУ. Серия IV: Педагогика. Психология. 2006. — Вып. 3. — С. 7-19.
- Роль образования в развитии христианской миссии // Христианство на Дальнем Востоке / Международная научно-практическая конференция (19-21 сентября 2006 г.; Хабаровск); Международная научно-практическая конференция (19-21 сентября 2006 г. ; Хабаровск). — Хабаровск: Хабаровская духовная семинария, 2006. — 220 с. — С. 213—217.
- Ирина Васильевна Ватагина // Искусство христианского мира: Сборник статей. Вып. 10 / гл. ред. А. А. Салтыков, прот., отв. ред. А. А. Воронова. — М. : ПСТГУ, 2007. — 627 с. — С. 603—604 (в соавторстве с прот. А. А. Салтыковым)
- О значимости теологического образования в Российской Федерации // Вестник ПСТГУ: Педагогика. Психология. Серия IV. — 2007. — № 4 (7) — С. 7-20
- Жизнь временная и Жизнь Вечная // Журнал Московской Патриархии. 2008. — № 6. — С. 91-93.
- О богаче и Лазаре // Журнал Московской Патриархии. 2008. — № 6. — C. 93-95.
- Последнее Деяние Священного Собора 1917—1918 гг. // Вестник ПСТГУ. Серия II: История. История Русской Православной Церкви. 2008. — Вып. 4 (29). — С. 109—141. (соавторы: Н. А. Кривошеева, К. А. Семёнов)
- Слово Местоблюстителя: Письма Местоблюстителя священномученика митрополита Петра (Полянского) к митрополиту Сергию (Страгородскому) из Тобольской ссылки и люди, послужившие появлению этих документов // Вестник ПСТГУ: История. История Русской Православной Церкви. Серия II. 2009. — № 3 (32). — С. 37-69 (в соавторстве с О. В. Косик)
- Митрополит Арсений (Стадницкий) о Соборе 1917—1918 гг. и восстановлении патриаршества // Ежегодная Богословская конференция Православного Свято-Тихоновского Гуманитарного Университета: Материалы. — Т. 1 : XIX / гл. ред. В. Н. Воробьёв, прот. — М. : ПСТГУ, 2009. — 404 с.
- Письма С. И. Фуделя к М. Ф. Мансуровой (1960-е — 1970-е гг.) // Вестник ПСТГУ. Серия II: История. История Русской Православной Церкви. 2009. — Вып. 3 (32). — С. 141—157.
- Святитель Тихон, Патриарх Московский и всея России // Ежегодная Богословская конференция Православного Свято-Тихоновского Гуманитарного Университета: Материалы. — Т. 1 : XX / гл. ред. В. Н. Воробьёв, прот. — М. : ПСТГУ, 2010. — 417 с.
- Преподавание теологии в университете — необходимая альтернатива атеистической парадигме в гуманитарных науках и образовании // Вестник ПСТГУ: Богословие. Философия. Серия I. — 2010. — № 1 (29). — М. : ПСТГУ — С. 165—170
- Памяти друга — Николая Евгеньевича Емельянова // Вестник ПСТГУ: История. История Русской Православной Церкви. Серия II. — 2010. — № 1 (34) — С. 149—156
- Вера и естественно-научное знание // Вестник ПСТГУ. Серия I: Богословие. Философия. 2012. — Вып. 2 (40). — С. 7-19. (в соавторстве с А. В. Щелкачёвым)
- Некоторые проблемы прославления святых к местному и общецерковному почитанию в конце XX начале XXI в // Вестник ПСТГУ. Серия II: История. История Русской Православной Церкви. — 2010. — № 2 (35). — С. 79—90.
- Изучение новейшей истории Русской Православной Церкви в ПСТГУ: итоги двадцатилетия // Ежегодная богословская конференция Православного Свято-Тихоновского Гуманитарного Университета: Материалы. XXIII / гл. ред. В. Н. Воробьёв, прот. — М. : ПСТГУ, 2013. — 417 с.
- Нужна ли «светская» теология Церкви? // Журнал Московской Патриархии. 2013. — № 1. — С. 44-45.
- Как сохранились вещи преподобного Серафима // Дивеевский православный календарь. 2013. Посвящается 180-летию со дня кончины и 110-летию со дня прославления преп. Серафима. — С. 589—595.
- Предисловие // Александр Шмеман, протопресвитер. «Я верю». Что это значит?. — М.: Эксмо, ПСТГУ, 2013. — С. VII—VIII.
- Я видел его ревность о делах церковных // «Господь — крепость моя». Памяти архиепископа Александра (Тимофеева). — Москва: Изд-во Саратовской митрополии. 2013. — С. 60-63.
- «Авво мой родной!» Письма священномученика митрополита Кирилла (Смирнова) преподобномученику архимандриту Неофиту (Осипову) 1933—1934 гг. // Вестник ПСТГУ. Серия II: История. История Русской Православной Церкви. 2014. — Вып. 2 (57). — С. 117—142. (соавторы: Мазырин А. В., Щелкачев А. В., Хайлова О. И., Казаков И. С.)
- Последний раз в России // Иоанн Мейендорф, протопресвитер. Пасхальная тайна. — Москва: Эксмо, ПСТГУ, 2015. — С. III—V.
- «Некоторые проблемы прославления святых к местному и общецерковному почитанию в конце XX — начале XXI веков» // Рождественские чтения. Обзор деятельности Синодальной комиссии по канонизации святых с момента ее учреждения. 2016.
- Некоторые проблемы прославления святых к местному и общецерковному почитанию в конце XX — начале XXI веков // Рождественские чтения. 2017.
- Святые старцы и пастыри в Русской Православной Церкви в XX в. // Рождественские чтения. 2017.
- Царственные страстотерпцы. За что канонизирован император Николай I и его семья? // Фома. 2017. — № 11. — С. 60-89.

книги
- Покаяние, исповедь, духовное руководство. — с. Ремша (Иван. обл.): Родник, 2000. — 94 с. — (Христианский собеседник / Изд. Макариев-Решем. обители «Свет православия»). — ISBN 5-89466-007-6
- Иеромонах Павел Троицкий. Жизнеописание / Составитель прот. Владимир Воробьёв. — М.: Православный Свято-Тихоновский Богословский Институт, 2003. — 135 с. — ISBN 5-7429-0211-5.
- Литургическое предание православной церкви : православные таинства и монашеский постриг. — М.: Православный Свято-Тихоновский гуманитарный ун-т, 2021. — 649 с. — ISBN 978-5-7429-1380-1
  - Литургическое предание православной церкви: православные таинства и монашеский постриг. — 2-е изд., испр. и доп. — М.: ПСТГУ, 2022. — 649 с. — ISBN 978-5-7429-1427-3. — 4000 экз.
- «Блаженны вы, егда поносят вас и ижденут…» : Архимандрит Иоанн Крестьянкин в тюрьме и лагере. — Москва : Изд-во ПСТГУ, 2023. — 400 с. — ISBN 978-5-7429-1540-9

интервью
- Вера даёт смысл // Воскресная школа. 1997. — № 2. — С. 1.
- Вопросы к священнику // Мир Божий. 1997. — № 1 (2). — С. 30-33.
- Если есть вера — то такой народ сломить невозможно // Радонеж. 1998. — № 7 (72). — С. 10-11.
- Быть или не быть… крёстным? // Фома. 1998. — № 2 (6). — С. 12-14.
- Зачем мы приходим в церковь? // Фома. 1999. — № 2 (8). — С. 6-9.
- Свидетельствуя об истине // Православная беседа. 2001. № 2. — С. 6-9; № 3. — С. 6-10.
- Вся жизнь — послушание // Нескучный сад. 2002. — № 3. — С. 34-37.
- Россия никогда не существовала без Православия // Православная Москва. 2002. — № 24 (282). — С. 4.
- Что такое религиозное образование // Нескучный сад. 2003. — № 6. — С. 50
- Воздавая долг благодарности // Православная беседа. 2003. — № 3. — С. 12-13.
- Деньги — зло? // Нескучный сад. 2003. — № 6. — С. 35-42
- Интервью: Ректор Свято-Тихоновского православного богословского университета протоиерей Владимир Воробьёв: «Сейчас у нас стала жизнь лучше гораздо, чем была. Профессор получает около 5-6 тысяч» // portal-credo.ru, 5 ноября 2004
- Воспитывать живым примером // Фома. 2004. — № 3 (20). — С. 58-61.
- Комментарий к статье Е.Делоне «Горячее сердце» // Нескучный сад. 2004. — № 4. — С. 77.
- Возненавидь отца и мать? // Фома. 2004. — № 5 (22). — С. 44-47.
- Священник всегда приносит себя в жертву. Беседовал Владимир Легойда // Фома. 2005. — № 3 (26). — С. 16-19, 22-23, 28-31.
- Без веры жизни нет // Православная беседа. 2005. — № 3. — С. 10-13.
- Университет без стен. Беседа с ректором Православного Свято-Тихоновского университета протоиереем Владимиром Воробьёвым // Высшее образование сегодня. 2006. — № 8. — С. 16-19.
- У Церкви будут свои социологи / вставка в статью «Лицо толпы» // Нескучный сад. 2007. — № 8(28).
- «Православная кузница кадров», интервью с прот. В.Воробьёвым, автор Павел Круг // «Независимая газета» от 20.06.2007
- Подготовка к причастию: каждому духовнику надо искать свой ответ // Альфа и Омега. 2007. — № 49,
- «ПЕЧАЛЬ РОЖДАЕТ РАДОСТЬ» Интервью с протоиереем Владимиром Воробьёвым, ректором Православного Свято-Тихоновского Гуманитарного университета, настоятелем храма свт. Николая в Кузнецкой слободе // Соловецкое море. Декабрь 2008 г.
- Жизнь временная и жизнь вечная. О богаче и Лазаре // ЖМП. 2008. — № 6. — С. 91-95.
- О различии между счастьем и удовольствием // Фома. 2008. — № 11 (67).
- «У кого есть будущее?» // pravoslavie.ru, 30 декабря 2008 года
- Кадры для преподавания основ православной культуры должна готовить прежде всего Церковь // интервью для портала Патриархия.ру; опубликовано 1 августа 2009 г.
- Ректор ПСТГУ призывает государство дать теологам право на учёную степень // РИА Новости, 24 апреля 2009.
- I Всероссийская олимпиада школьников по основам православной культуры // ЖМП. 2009.
- Почему отчитка сейчас так популярна? // Нескучный сад. 2009.
- Удобного христианства не бывает // Православие и современность. 2009. — № 11 (27). — С. 93-96.
- Сейчас христианство сильно скомпрометировано // Богослов.ру, 1 октября 2009 г.
- Устроение души // Русская берёза, апр-май 2010.
- Уроки любви // Покров. 2010. — № 1 (469).
- Быть талантливыми, умными, самостоятельными и трудиться для Церкви // Журнал Московской Патриархии. 2011. — № 4. — С. 64-71.
- Русь всегда освящалась подвигом жертвенной любви // Покров. 2011. — № 1
- Протоиерей Владимир Воробьёв: Только сочетание пастырской любви со строгостью могут дать добрые плоды в образовании и воспитании студентов // Патриархия.Ру, 29 ноября 2011.
- Протоиерей Владимир Воробьёв: Миссионерские поездки ― одно из лучших средств воспитания будущих пастырей // Патриархия.Ру, 13 декабря 2011.
- Неосознанные пережитки советского прошлого и потребительская психология новых прихожан // patriarchia.ru, 11 января 2012
- Не надо бояться многодетности // patriarchia.ru, 1 февраля 2012
- Протоиерей Владимир Воробьёв: Именно подвиг новомучеников преодолел разделение двух частей Русской Церкви // patriarchia.ru, 19 мая 2012
- Протоиерей Владимир Воробьёв: Главный результат ПСТГУ — наши выпускники // pravoslavie.ru, 16 ноября 2012
- Протоиерей Владимир Воробьёв. Люди жаждали слова о вере: у истоков Свято-Тихоновского // pravmir.ru, 17 ноября 2012
- ПСТГУ оказался слишком некоммерческим с точки зрения государства // patriarchia.ru, 17 декабря 2012
- Протоиерей Владимир Воробьёв: Православное богословие — это великое сокровище, которое необходимо сохранить и приумножить // patriarchia.ru, 9 января 2013
- Дети из верующих семей — самая трудная проблема для священника // pravmir.ru, 26 февраля 2013
- Протоиерей Владимир Воробьёв: Наивно ожидать святости от всех тех, кто называет сегодня себя христианином // patriarchia.ru, 22 апреля 2013
- Протоиерей Владимир Воробьёв: «Оклеветать человека — страшный грех» // pravoslavie.ru, 28 января 2014
- Какой будет судьба отечественного богословского образования в России? // Журнал Московской Патриархии. 2014. — № 10. — С. 50-54.
- Полумера // Журнал Московской Патриархии. 2015. — № 3. — С. 60-64
- Протоиерей Владимир Воробьёв: Епархиальный дом воскрес из мёртвых — и это чудо // pravmir.ru, 24 июля 2015 года
- Революция — это прежде всего оправдание зла // Историк. 2017. — № 11. — С. 7-13.
- Воспитываем кадры для Церкви, работаем на всю страну // Журнал Московской Патриархии. 2017. — № 11. — С. 42-51.
- Возвращение долгов. Владимир Ресин о восстановлении исторических и строительстве новых храмов в Москве // Российская газета, 22 февраля 2018 г. // Столичный выпуск № 7501 (38)
- Мы должны сохранить память о новомучениках для наших потомков // Журнал Московской Патриархии. 2018. — № 7. — С. 66-68.